# Teimuraz Kakulia
Teimuraz Kakulia (Tbilisi, RSS de Geòrgia, 26 d'abril de 1947 − Tbilissi, Geòrgia, 25 d'agost de 2006) fou un tennista professional de la Unió Soviètica, i posteriorment un entrenador soviètic/georgià.

## Carrera esportiva
Kakulia va començar a jugar a tennis a l'edat d'11 anys. Durant gran part de la seva carrera va estar a l'ombra del seu amic i compatriota Alex Metreveli, malgrat que també van guanyar títols junts fent parella de dobles masculins i també en l'equip soviètic de Copa Davis. El seu millor resultat en un Grand Slam fou a l'Open d'Austràlia de 1972 quan va arribar a semifinals junt a Metreveli.
Va participar en els Jocs Olímpics de Ciutat de Mèxic (1968) en l'esdeveniment de tennis, que fou esport de demostració i d'exhibició. Va disputar cinc de les sis proves en les quals podia participar, dos de demostració (individual i dobles masculins amb Hans Nerell) i les tres d'exhibició (individual, dobles masculins amb Francisco Guzmán i dobles mixts amb Suzana Petersen). Va aconseguir dues medalles de bronze en les proves de dobles masculins i dobles mixts d'exhibició.
Fou guardonat amb la insígnia de Distinguit Mestre de l'Esport de la URSS l'any 1977, màxima distinció de l'esport soviètic, sent el segon tennista en rebre aquesta distinció després de Metreveli.
En finalitzar la seva carrera tennística, Kakulia va esdevenir entrenador, especialment com a membre de l'equip tècnic de la selecció nacional soviètica. Entre els seus alumnes més destacats va destacar Leila Meskhi, medallista olímpica l'any 1992.